# 49294 Jacqclairnoens
49294 Jacqclairnoens este o planetă minoră (asteroid), cu un diametru de 1,597 km, din centura de asteroizi. A fost descoperită pe 10 noiembrie 1998 la Caussols de OCA-DLR Asteroid Survey⁠(d). 
Obiectul prezintă o orbită caracterizată de o semiaxă mare de 2,3472922136144 UAi, o excentricitate de 0,27537694116658, o înclinație de 3,1013163097003 ° în raport cu ecliptica.